# Malnutrició proteicoenergètica
La malnutrició proteicoenergètica (MPE) o malnutrició proteicocalòrica (MPC) és una forma de malnutrició que es defineix com una sèrie de trastorns deguts a la manca de proteïna dietètica i/o energia (calories) en proporcions variables. La condició té graus lleus, moderats i greus.
Els tipus inclouen:

Anys de vida ajustats per discapacitat per a la desnutrició proteicoenergètica per cada 100.000 habitants el 2004.
sense dades
menys de 10
10–100
100–200
200–300
300–400
400–500
500–600
600–700
700–800
800–1000
1000–1350
més de 1350

- Kwashiorkor (predominant la desnutrició proteica)
- Marasme (deficiència en la ingesta de calories)
- Kwashiorkor maràsmic (presència d'una marcada deficiència de proteïnes i signes marcats d'insuficiència calòrica, de vegades anomenada la forma més greu de desnutrició)

L'MPE és bastant comú a tot el món tant en nens com en adults i representa unes 250.000 morts a l'any. Al món industrialitzat, l'MPE es veu predominantment als hospitals, s'associa amb malalties o sovint es troba en persones grans.
Tingueu en compte que l'MPE pot ser secundària a altres afeccions com ara malaltia renal crònica o caquèxia del càncer en què es pot produir el malbaratament d'energia proteica.
La desnutrició proteicoenergètica afecta més els nens perquè tenen menys ingesta de proteïnes. Els pocs casos rars que es troben al món desenvolupat es troben gairebé completament en nens petits com a resultat de les dietes de moda, o el desconeixement de les necessitats nutricionals dels nens, especialment en casos d'al·lèrgia a la llet.